# 안동 태사묘
안동 태사묘(安東 太師廟)는 경상북도 안동시 북문동에 있는, 고려의 개국공신인 김선평, 권행, 장정필 3명의 태사(太師)의 위패를 모신 곳이다. 1974년 12월 10일 경상북도의 기념물 제15호로 지정되었다.
고려 건국시 후백제 견훤을 토벌한 개국공신 김선평·권행·장정필 등 삼태사의 위패를 봉안하고 있는 곳이다. 1540년(중종 35년) 안동부사 김광철(金光轍)이 현위치에 사묘를 건립하였다. 1556년 안동부사로 부임한 권소는 권씨 성을 가진 수석 호장(戶長)에게 관리를 맡겨 매년 제사를 받들게 하는 등 제도화에 힘썼다.
1950년 6·25전쟁 때 전소된 것을 그 후 복원하였다.
부속건물은 보물각과 숭보당, 동·서재, 경모루(敬慕樓), 안묘당, 차전각 등이 있다. 정문 경모루로 누각건물인데, 이곳을 들어서면 전면에 숭보당(강당)이 있고,좌우로 동·서재가 있으며, 그 뒤쪽으로 태사묘(사당)가 있다. 보물각에는 보물 제451호로 지정된 삼태사(三太師)의 유물 12종 22점이 보관되어 있다. 뜰에는 삼공신비(三功臣碑)가 세워져 있다.

## 설립시기와 배경
삼태사가 서거한 이후인 것은 분명하지만 고려 초의 지방제도의 정비와 지방 사회에 대한 조정이 진행된 성종대나 현종대로 짐작된다. 중앙정부가 공복(관료들의 정복)제, 과거제, 전시과 정비 등을 통한 관료사회로 정비해 가는 과정에서 지방의 토착세력에 토성을 분정(몫을 나누어 정함)하고 그들의 상충을 호장층으로 우대하고 각 행정단위의 읍사(개항기 경기도 광명 지역의 향리들이 모여 고을의 사무를 처리하던 통치 기구)를 장악하게 하여 실질적 지배권을 주고 한편으로 이들의 이념적 충성을 유도 할 장치로서 태조진전, 지역 수호신 숭배 사당을 설치하였던 것이다. 이에 삼태사 후예들은 지방 사회의 주도권과 결속을 더욱 다질 필요성이 높아졌고 중앙 정부로서도 호족층을 통한 지방사회의 안정화가 필요하였을 것이라고 생각했을 것이다. 즉 이러한 상호 필요성에 따라 안동부의 삼태사묘가 성립되었다고 생각할 수 있다.

## 병산전투와 삼태사
후삼국 시대 고창군에서 경순왕 4년(930년)에 고려와 후백제 사이에 벌어졌던 전투이다. 그 해 931년 1월 후백제국은 교통의 요충지 고창으로 몰려들었고 이에 왕건은 그 곳을 지키기 위해 군대를 이끌고 있었다. 왕건이 고창에 오자 고창 호족 김선평, 권행, 장정필 등은 성민들을 이끌고 왕건에게 투항하였다. 김선평, 권행, 장정필 등은 군대와 식량을 대주었고 고려군은 먼저 후백제군의 식량 보급대를 공격해 보급로를 끊었고 왕건은 대군을 이끌고 고창 병산으로 진격해 3-4일 간의 접전 끝에 고창지역의 지방 호족들의 지지를 얻은 고려군이 후백제군을 대패시켰다.
이 전투로 인해 죽은 후백제 군사의 수가 8000명에 달했고 이 전투에서 고려가 엄청난 승리를 함으로써 후삼국을 통일 할 수 있는 유리한 고지를 점령하였다. 이후 고려와 후백제 사이의 싸움에서 입장이 불분명했던 안동, 청송 일대의 30여 고을이 잇따라 고려에 귀부하였으며, 고창군을 안동부로 승격시켰다. 아울러 후백제는 더 이상 경상도에서 대세를 상실하고 이 후 충청도에서도 이북의 30여 성이 고려에 귀부(스스로 와서 복종함)하게 되어 전라도 일원만 유지하게 되었다.
병산전투에서 공을 세운 장정필, 김선평, 권행 이 세 사람을 삼태사라고 한다. 여기서 태사는 정1품 명예직을 뜻한다. 조선 광해군 때에 세 성씨의 대표 권함, 김태, 장흥효가 합의하여 위패를 삼한벽상삼중대광아보공신으로 하여 제주하여 권오가 써서 나란히 모시고 있다. 여기서 삼한벽상은 940년 신흥사를 중건할 때 공신당의 동서 벽에 초상이 그려진 공신을 말하고, 삼중대광은 정1품의 품계를 뜻하며, 아보공신은 국부의 버금가는 공신 벼슬을 뜻한다.
장정필
장길은 자는 영보, 호는 포음, 시호는 충헌이다. 나중에 정필(貞弼)로 개명하였다. 장길은 장보고 장군의 고손이다. 장보고 장군의 증손이자 장정필의 아버지인 장원은 대사마대장군으로 당의 절강성 소흥부에 거주하면서, 그곳에서 아들 장길을 얻었다. 당나라가 혼란해지자 장원은 5살인 장정필을 데리고 강원도 강릉으로 이주하였다. 장길이 18세 때 정조사(정월 초하룻날 새해를 축하하러 중국에 가던 사신)를 따라 중국에 들어가 24세 때 문과에 장원급제 하였으나 벼슬을 사양하고 입산하여 제자들을 가르쳤다. 문장과 덕행이 뛰어나 명성이 천자에까지 알려져, 한때 벼슬이 이부상서에까지 올랐으나, 벼슬을 버리고 우리나라에 다시 들어와 경북 인동의 노전에서 제자들에게 학문을 가르쳤다고 한다. 장정필은 서기 930년 고창 성주인 김선평, 판관(외직무관으로 5품에서 6품) 김행과 함께 태조 왕건을 도와 후백제 견훤의 군대를 물리치는데 공을 세워, 삼한벽상에 책록되고 삼중대광으로 아부공신에 녹권되어 태사 및 영운사에 오르고 대상(고려 초기에 둔 16등급 가운데 일곱째 품계)의 벼슬을 받았으며 안동군에 봉해져 후손들이 본관을 안동으로 하였다. 현재 장정필의 묘는 안동시 서후면 태장리에 위치하고 있다.
김선평
신라 효공왕 5년 흥덕궁에서 태어났다. 춘추 26세에 고창의 성주가 되었는데 그때나 지금이나 지리상 중요한 성에 26세의 젊은 성주였다면 필시 진골이었을 것이니 효공왕의 왕자로 추정된다. 김선평은 권행, 장정필과 함께 고창에서 견훤을 크게 물리쳤고 이에 왕건은 병산전투에서 크게 공을 세운 김선평에게 대광(정1품 품계)의 벼슬을 내렸다. 현재 김선평의 묘는 안동시 서후면 태장리에 위치하고 있다.
권행
권행은 원래 신라의 종성으로 왕실 성씨인 경주 김씨이다. 견훤이 신라 경애왕을 자살하게 한 데 대해 분개하던 중 태조 왕건을 도와 고창에서 견훤을 크게 물리쳤다. 일명 병산전투에서 김행의 공을 크게 여긴 왕건은 김행에게 수훈이 크다 하여, 능병기달권 즉, “기미에 밝고 정세를 밝게 판단해 권도에 통달했다”라고 하며 권씨 성을 하사하였다고 한다. 왕건은 이후 고창군을 안동부로 승격하고, 고창군 별장이었던 권행에게 안동부를 식읍으로 주었다. 또한 왕건은 권행에게 장정필과 함께 대상(고려 초기에 둔 16등급 가운데 일곱째 품계)의 벼슬을 내렸다. 현재 권행의 묘는 안동 서후면 성곡동 천등산에 위치하고 있다.

## 건물
숭보당
삼태사의 후예들이 모여서 회의를 하고 중요한 회합을 갖는 공간이다. 전통시대에는 태사묘는 안동 부민이 제사를 지내는 사당이었으며 숭보당은 지역 사림이 모여 문중과 학맥과 당파를 초월하여 향회를 열고 민의를 결정하는 공론의 장이었다. 국난이 있을 때 창의를 하거나 출병을 할 때에도 삼태사묘에 고하였으며 학봉을 모신 임천서원을 세우기 위한 향중의 모임도 이곳에서 했다는 기록이 있다.
동재, 서재
태사묘 도유사가 좌정하는 곳이며 서재는 유사들이 있는 곳이다. 오늘날 김씨, 권씨, 장씨들의 태사묘 관리위원회 겸 안동 화수회의 연락소 역할을 한다.
안묘당
두 개의 방으로된 이 건물은 하나는 첨지 안금이의 사당이고 하나는 주모였던 노파 안중구를 제사하기 위한 것이다. 사당의 처마에는 이 두 사람을 제향하게 된 연유를 기록한 현판이 있다. 이에 의하면 안노파는 술을 잘 빚기로 이름난 주모였는데 신라말 견훤의 군대가 병산에 진을 치고 고창성을 죄고 있는 판국에 그녀가 고삼을 넣어서 만들 술을 견훤의 진중에 선물하였다. 그 술은 아주 맛이 있어서 병사들이 독한 줄도 모르고 신나게 마셨으므로 모두 취해 곯아 떨어졌다. 안노파는 급히 성주에게 연락을 하였고 성주의 지휘하에 민병은 견훤 군대를 궤멸시키다시피 격퇴하였다. 후손들은 이를 기려서 안노파를 안묘에 봉향하여 오늘에 이른다. 안금이는 태사묘를 지키는 노복이었는데 임진왜란이 나서 모두 피신하자 삼태사의 위패를 수습하여 길안의 깊은 골짜기인 국란이란 동네의 한 동굴 속에 숨어서 삼 년 동안 아침저녁으로 상식을 올리며 지켜왔다. 난이 끝나고 그의 갸륵한 행적에 향중의 인사들이 부끄러워하는 한편 감격하여 이를 부사를 통하여 나라에 보고하였다. 조정에서는 그에게 면천을 시켜주었고 향중 에서는 어떤 소원이든지 들어주겠다고 하였다. 그러나 죽을 때까지 하던 일을 하고 죽으면 영혼이라도 남아서 삼태사가 남긴 밥과 술이나 얻어먹을 수 있다면 죽어서도 영원히 삼태사와 함께 살게 해달라고 소원하였다. 그는 양인으로 신분이 바뀌고 첨지라는 칭호를 받았고 죽은 후에 향중에서는 작은 사당을 지어 그의 위패를 봉인하였다. 살아있을 때와 마찬가지로 삼태사를 모시고 향사가 있는 날에는 삼태사의 자손들로부터 제사를 받게 되었다.
사당
삼문을 통하여 들어가면 묘정이 있고 서쪽에는 퇴계가 쓴 [삼태사묘 중건기]를 새긴 큰 돌거북 비석이 있다. 동쪽에는 김, 권, 장 삼태사의 신도비가 역시 거대한 돌거북이 바치고 있는 비석으로 세워져 있다. 묘당 안에는 동쪽에서 서쪽으로 김선평, 권행, 장정필의 위패가 차례로 봉안되어 있다.
보물각
고려시대에 삼태사가 사용했다고 말해지는 붉은 칠잔 1개, 백옥대, 금대, 여지금대, 오서대, 옥관자 2개, 동인 2개, 갖신 1쌍, 비단 2폭, 공민왕의 친필교지 1점 등이 보존되어 있다. 원래 옥피리와 상아홀 등 많은 유물이 있었으나 6.25때 유실되었다 한다.

## 향사
매년 음력 2월 중정일과 8월 중정일에 정일로 권, 장, 김 세 씨족이 함께 행한다. 중정은 간지에서 한 달에 정자가 드는 날이 세 번 있는데 그 가운데의 두번째 정자가 드는 날을 말한다. 음력 8월의 중정일은 대개 15 일 추석을 전후 하여 들고 어떤 때는 추석 당일이 되기도 하여 태사묘를 받드는 유사는 자가의 추석 차례를 접고 태사묘에 입재하기도 한다. 조선 중종까지는 안동부의 아문 내에 삼공신묘가 있어서 부사가 헌관이 되어 매년 춘추로 향사를 올렸다. 유교적 의례로 체계를 잡게 되자 명종 사 4정조, 단오, 추석, 동지)에 제향하다가 선조때부터는 삼성의 의론하여 춘추 중월인 음력 2월과 8월 중정일에 향사를 모시며 헌관은 삼성에서 윤번으로 선임하여 봉제하고 있다. 즉 부민의 제향 대상이었던 것이 후손들에게 맡겨 졌고 현재는 씨봄행사로 치러진다. 그러나 전통 시대 부민의 향사라는 전통을 계속한다는 상징적 의미에서 매년 춘추향사에서는 안동시에서 일정한 비용이 지급되며 세 씨족들은 이를 당연하게 여긴다. 향사 당일 아침 일찍부터 원근에서 모여든 후손들은 각각 자기 씨족의 사무실로 모인다. 이 향사는 주로 안동일대에 거주하는 족인들이 참석을 한다. 따라서 안동이라는 향리의 전통과 자부심이 얽힌 행사이다. 가끔씩 대구나 서울에 살고 있는 족인도 온다. 이들은 대개 취업으로 인하여 최근에 인동을 떠난 '출향인사'로서 안동의 친족과 끊임없는 왕래를 해 오고 있는 사람들이다. 선거철이 되면 정치에 뜻을 둔 인사들이 오거나 찬조금을 내기도 한다. 그런데 세 성씨 중에서 후보자가 되어 경합을 벌여야 하는 판국이 되면 이들 인사들의 참례는 부담이 된다. 그래서 이러한 인사에 대해서는 헌관이나 집사의 역할을 주지 않는다. 다만 당선이 된 후에는 어떤 형식으로든 태사묘 향사에 인사를 해야 한다.
향사 당일 대개 9시 30분까지 모이게 되는데 각자 씨족 사무실에 시도록에 이름을 올린다. 10시쯤에서 중앙의 숭보당 대청에 도포를 입고 개좌를 한다. 세 성씨의 시도록을 펼처놓고 고 분정을 하는데 초헌관은 일 년 전에 정하였으므로 아헌관과 종헌관은 당일 시도한 사람 중에서 초헌관의 성씨을 제외한 두 성씨 중에서 뽑는다. 이 세 명의 헌관은 매년 돌아가면서 김씨, 장씨, 권씨의 순으로 뽑는다. 나머지 축관 이하 알자 찬자에서 봉작에 이르기까지 각 역할 은 세 성씨에서 각각 한 명씩 내어서 세 명을 한 조로 만든다. 각 역할 란에 누가 먼저 기재되는가는 전후의 역할란과 맞추어서 전체가 윤번제가 되도록 순차적으로 배려하며 또한 매년 이를 윤번제로 한다.
제의는 서원의 향사와 차례와 내용이 동일하다. 태사묘의 세 문앞에는 세개의 술 항아리와 국자가 놓이고 각 항아리에 두 명의 사준이 서 있다. 헌관은 찬인의 인도를 받아 동쪽 계단을 통하여 올라와서 세수를 한 후 사당으로 들어온다. 삼태사의 각 위에는 두명의 집사가 배정되어 있어서 헌관이 사당의 중앙에 앉아서 헌작을 하면 집사가 각각의 신위에 동시에 올린다. 신위는 동쪽을 필두로 하여 김태사, 권태사, 장태사의 순으로 되어있지만 그것으로 어느 편이 상석인가는 따지지 않는다. 축관은 세 명으로서 각각의 신위 앞에서 앉아 동시에 축을 읽는다. 이렇게 함으로써 세 신위의 위차문제는 없어지고 평등함을 뜻함으로써 세 성씨 특히 김씨와 권씨 사이의 논쟁이 없어진다. 초헌관이 사당의 서문쪽으로 나와서 서쪽 축대 끝에 앉아서 삼태사의 각 위에서 내리는 술을 마시는 향음례를 하고 들어가면 축대 아래 서쪽 귀퉁이에서 분축을 한다. 이로써 정식 제의는 끝이 나는데 헌관, 축관, 제 집사들이 차례로 다시 삼태사 묘 앞에서 재배를 하고 떠나면 나머지 일반 참례자들도 재배를 한다. 향사가 끝나면 참례자들은 사당으로 들어가서 차린 제수를 구경하고 사진도 찍고 또한 묘정에서 사당을 배경으로 기념사진도 찍는다.
한편으론 태사묘 사당의 신문밖 서쪽에 있는 안묘당에 작헌하고 독축하는 준향례를 행한다. 안묘당은 옛적 태사공이 고려 태조를 도와 병산대첩을 이룰 때 후백제 견훤에 고삼주를 먹여 태사군을 도운 주모 안중구와 임진왜란시 삼태사의 위판을 지고 피란한 안갑이를 모신 사당이며 준향은 태사공께 올려 쓴 제물을 내려다 음복향으로 올리는 제사이다. 여기에서 안중구의 묘실에는 위패가 없고 벽에 백마도만 그려져 있으며 술과 희생을 쓰지 않고 독축도 하지 않는다. 그러나 안갑이의 묘실에는 위패가 있고 태사공 향사에 썼던 희생과 술을 올리며 독축도 한다.
도유사를 비롯한 헌관과 유사들이 정면과 측면에 좌정하고 나머지 참례자들이 몇 겹씩 사방을 에워싸고 적당히 자리를 잡으면 집사는 세 명의 헌관에게 일일이 주저앉은 자세로 "혹시 (의례과정에서) 실례가 없었습니까" 하고 헌관은 고개를 끄덕이는 것으로서 만족함을 나타낸다. 집례는 이에 향음례를 선포하면 각자에게 독상으로 술과 포를 담아 내 놓는다. '초헌관 행 향음례' 하고 집례가 부르면 모두들 초헌관을 따라서 술잔을 두 손으로 이마까지 올렸다가 마신다. 이를 아헌관과 종헌관의 향음 순으로 되풀이한다. 향음례가 끝나면 참례자 전원이 비빔밥을 먹지만 그 전에 유사의 주관으로 총회를 개최한다. 지난 한 해의 재정보고와 앞으로의 예산 및 행사 그리고 소 운영에 관계된 안건이 토의되거나 공지사항이 전달된다. 참례자들이 각 성씨의 사무실이 있는 동재와 서재 그리고 숭보당 앞뜰에 친 차일 아래에서 비빔밥으로 점심을 겸한 음복을 하는 동안 도유사와 세 성씨를 대표하는 유사들은 숭보당의 재장실에서 내년도 도유사를 논의하여 그를 초청하는 망기를 작성한다.

## 참고 문헌
- 안동태사묘 - 국가유산청 국가유산포털
- 안동관광정보센터 태사묘[깨진 링크(과거 내용 찾기)]
- 문화의 정치와 지역사회의 권력구조 안동과 안동김씨 - 김광억
- 안동 태사묘 삼태사 제향
- 안동 권씨 -> 뿌리 깊은 안동 권씨